# غرباني جاج
غرباني جاج ، (ولدت غرباني في 29 نوفمبر 1987 في شانديغار) المعروف باسم في جي باني وكذلك باني جي ، عارضة هندية للياقة البدنية، وممثلة ومقدمة أم تي في الهند. وهي معروفة للمشاركة في برنامج الواقع أم تي في روديس . كانت متسابقة في برنامج الواقع بيغ بوس 10 وأصبحت على المركز الثاني في عام 2016. قام أيضًا بأفلام مثل "Aap Ka Suroor" و "زوراور".

## وصلات خارجية
- غرباني جاج على موقع IMDb (الإنجليزية)